# جاكسون موانزا
جاكسون موانزا (بالإنجليزية: Jackson Mwanza)‏ (مواليد 6 فبراير 1987) هو لاعب كرة قدم زامبي يلعب حاليًا لصالح نادي زيسكو يونايتد.

## الألقاب
زيسكو يونايتد
البطل
- الدوري الزامبي الممتاز: 2014

الوصيف
- الدوري الزامبي الممتاز: 2013

## روابط خارجية
- جاكسون موانزا على موقع قاعدة بيانات كرة القدم.إي يو (الإنجليزية)
- جاكسون موانزا على موقع ناشيونال فوتبول تيمز (الإنجليزية)
- جاكسون موانزا على موقع Soccerway.com (الإنجليزية)
- جاكسون موانزا على موقع كووورة